# Kirk Wise
Kirk Wise (San Francisco, 24 de Agosto de 1963) é um cineasta estadunidense que, ao lado de Gary Trousdale, dirige e coordena a produção de boa parte das animações da Disney.

## Filmografia
- 2001 - Atlantis: The Lost Empire
- 1996 - The Hunchback of Notre Dame
- 1991 - Beauty and the Beast